# Ellenforradalom tollal és fegyverrel 1956
Az Ellenforradalom tollal és fegyverrel 1956 Berecz Jánosnak, a Kádár-korszak politikusának és ideológusának 1969-ben Magyarországon megjelent könyve, mely az 1956-os forradalmat mutatja be, a fennálló kádári hatalom hivatalos álláspontját követve a felkelést „ellenforradalomnak”, a szovjet beavatkozást és kádári megtorlást pedig helyesnek értékelve, a fennálló kádári hatalom igazolásának szándékával. A könyv sajátossága, hogy erősen hangsúlyozza az „ellenforradalom” előkészítésében és kirobbantásában a nyugati imperialista erők befolyását. Az 1956-os eseményeket a hidegháborús külső ellenség (USA vezette kapitalista erők) által szervezett és a belső ellenség (reakciós, nyilas, horthysta elemek valamint Nagy Imre áruló csoportja) által végrehajtott ellenforradalomként mutatja be, amelynek végső célja a 2. világháború előtti úri világ restaurációja, Magyarország szovjetbarát, szocialista rendszerének megdöntése lett volna.
1981-ben, majd 1986-ban bővítve, javítva újra kiadták, ez lett a Kádár-korszak alatt az egyik legismertebbé vált 1956-ról szóló könyv.

## Előtte 1956-ról kiadott publikációk Magyarországon
Magyarországon már 1957-től napvilágot láttak a Kádár kormány hivatalos ideológiai álláspontját kifejtő publikációk, melyek az 1956-os eseményeket az imperialisták által szított ellenforradalomként mutatták be.
Elsőként Kállai Gyula: A magyarországi ellenforradalom a marxizmus–leninizmus fényében (1957) című kiadványában. Legrészletesebben, már 1957-ben, Fehér Könyvek; Ellenforradalmi erők a magyar októberi eseményekben címmel 4 kötetes brosúra sorozatként publikáltak egy összeállítást a felkelés „ellenforradalmi jellegének” és a beavatkozás jogosságának igazolására. Kádár János 1956 után mondott beszédei a Szilárd népi hatalom – független Magyarország című kötetben (1958) jelentek meg. Komoly dokumentumanyagot gyűjtött és kutatásokat végzett az MSZMP Központi Bizottsága Párttörténeti Intézete, mely 1958-ban megjelentette az Ellenforradalom Magyarországon 1956 – Tanulmányok 1. kötetet (1958). Lovas Márton: Mi történt Budapesten október 23-tól november 4-ig című 1957 tavaszán kiadott könyvecskéjét rögtön megjelenése után be is vonták. Sólyom József–Zele Ferenc: Harcban az ellenforradalommal (1957) könyve az „ellenforradalom áldozataiként” két fiatal ávós sorkatonát szólaltatott meg, akik súlyosan megsebesülve, de megúszták a budapesti pártház ostromát. Hasonló interjúkat adtak közre a Szabadság, te szülj nekem rendet (1970) című kötetben is. Az 1956-os események belső reakciós és ellenforradalmi erők szította megmozdulásként való részletes leírását adja a belügyes osztályvezető Hollós Ervin: Kik voltak, mit akartak? (1967) c. könyve, az forradalom utáni perek bírósági anyagára támaszkodva. Tudományosabb igényű, és elfogultságával együtt is a Magyarországon megjelent egyik leginformatívabb munka volt Molnár János: Ellenforradalom Magyarországon 1956-ban (1967), ami a forradalomról Nyugaton megjelent tanulmányok kritikájával igyekezett a hatalom hivatalos verzióját igazolni. Rövidebb mű Molnár János: A Nagybudapesti Központi Munkástanács (1969) és Hollós Ervin-Lajtai Verával: Köztársaság tér 1956 (Budapest, Kossuth, 1974). A rendszer propagandáját szolgálta az előbb emigrált majd Magyarországra visszatért „forradalmár”, Szabó Miklós: Foglalkozásuk – emigráns (1959) több nyugati nyelven is megjelent könyve.

## Tartalom
Berecz János az MSZMP ideológiai és külpolitikai vonalon aktív, vezető kádereként 36 évesen, moszkvai pártakadémiai tanulmányainak disszertációjaként írta a könyv alapját. Az „Ellenforradalom tollal és fegyverrel 1956” 1969-ben jelent meg, könyvesbolti forgalomban. A könyv az 1956-os eseményeket egyértelműen ellenforradalomként jellemezte, a szovjet fegyveres beavatkozást majd az azt követő szigorú kádári „rendteremtést” (benne a halálos ítéletekkel, bebörtönzésekkel) szükségesnek és helyesnek értékelte.
Negyed század telt el az 1956-os magyarországi ellenforradalom eseményei és leverése óta. Ez a tény „évfordulós" alkalmat kínál, hogy felelevenítsék a történelmet. Osztályellenségeink fújják a régi nótát, de új hangszerelésben.

Az ellenforradalmi cselekedetek dicsőítése mellett sem hallgathatnak arról, hogy az eltelt huszonöt év a szocialista Magyarország igen eredményes, töretlenül fejlődő időszaka. Náluk elvakultabb a megátalkodott emigráns reakció, amely siratja kútba esett reményeit; a kapitalizmus restaurációjának, saját hatalma visszaállításának utolsó lehetőségét Magyarországon. Egyeseknél, akik akkor nagy szerepet játszottak, feltör a nosztalgia, és megújított reményeket táplálnak. Újabb csalódás éri majd őket, hiszen elszakadtak a magyar valóságtól, a valóságos erőviszonyoktól.
A könyv az októberi eseményeket magyarázó logikája a következőkben foglalható össze: Az események elsődleges kiváltója a hidegháborús időszak USA vezette antikommunista-kapitalista nyugati tömbjének aktív, szervezett, titkosszolgálati, felforgató és propagandatevékenysége volt. Ez bátorította és lázította a belső ellenséget, a Horthy-rendszerből fennmaradt, az úri világot, nagybirtokrendszert visszaállítani igyekvő, kommunistaellenes, fasisztákat és nyilasokat is magába foglaló „reakciós elemek” a szervezkedésre. Ezzel párhuzamosan a belső ellenség másik csoportja a párton belüli „jobboldali opportunista elhajlók”, az áruló Nagy Imre és köre belülről gyengítették a párt vezetését. Mindez a tudatosan gerjesztett folyamat vezetett oda, hogy a Rákosiféle pártvezetés hibái miatti elégedetlenség a szocialista rendszer vívmányait megdönteni akaró fegyveres „ellenforradalommá” alakuljon. A tömegtüntetéseken és más tömegtámogatást kapott eseményeken az átlagemberek e tudatosan szított, szervezett, manipulált hangulat hatására megittasodva, az ellenséges propaganda által megtévesztve vettek részt. A fegyveres harcban részt vevők reakciós, horthysta-nyilas, ellenforradalmi, jellemzően bűnözőkből álló bandák voltak, akik közé keveredhettek egyszerű, az ellenforradalmi propaganda által megtévesztett emberek, fiatalok is.
A kifejtésben a párt reformkommunistáihoz tartozó írók, újságírók bűnéül rója fel, hogy írásaikkal a reakciósok félrevezető propagandájához ők adták ideológiai alapként „a nacionalista álhősiesség büszkeségét, és a semleges, középutas politika megvalósíthatóságának képzetét”.
Amint írja, a felkelés, – beleértve az október 23-i diáktüntetést is – szemben a nyugati tanulmányokkal, nem spontán, a népakaratot kifejező megnyilatkozás volt, hanem az USA által szervezett és irányított akció, amelyben természetesen a résztvevők zöme nem ismerte a szervezőket és a mozgató erőket. A diákok a „történelemalkotás” levegőjétől megittasulva, mindent elvakító nacionalista érzelmektől átitatva csak beálltak a sodrásba.
Miközben „az ellenforradalmi felkelés első percétől kezdve a Szabad Európa Rádió vált a fegyveres harc vezérkarává”, amely viszont „mindennap kap távgépírón napi taktikai irányítást New Yorkból.”
A fegyveres felkelésben részt vevőket alapvetően reakciós, ellenforradalmi, jellemzően bűnözőkből álló bandáknak írja le, akik közé keveredhettek az ellenforradalmi propaganda által megtévesztett fiatalok is. A fegyveres felkelők vezetői „horthysta katonatisztek, csendőrök, volt nyilasok, a népi hatalom megrögzött ellenségei, illetve egyes áruló katonatisztek” voltak, a szervezett ellenség azonnal támogatásra talált a lumpen- és bűnöző elemek részéről, tele voltak „huligán személyekkel, rendőrség által ismert bűnözőkkel”. „Egyetlen tisztességes munkából élő személyt sem találtunk az elfogottak között”.
A felkelés országos tömegtámogatásának (így az országos sztrájknak) tényeit kikerülve a forradalmat támogató átlagembereket megtévesztettekként mutatja be: „A propagandaeszközök, rádió, sajtó, röplapok stb. a felkelés céljait szolgálták. Az embereket, főleg az ifjúság egy részét magával sodorta a forradalmi romantika szele. Ők nem látták a mélyben mozgó és valóban mozgató erőket.”
A forradalom 28-a utáni győzelme után az ország semlegességének kinyilvánításáról A „semleges Magyarország” a valóságban fejezetben azt írja, az „támadás volt nemcsak a magyar haladás, a magyar nép független alkotó munkája ellen, hanem veszélyeztette a szomszéd népek biztonságát, egész Európa békéjét is.” A november 3-i országos állapotokat, a „győzelemittas Mindszenty” rádióbeszédével illusztrálva úgy jellemzi: „A szocialista Magyarország felett tort ült a nemzetközi reakció által támogatott ellenforradalom. De a hazafiak ezekben a napokban készítették elő az ellenforradalmat felszámoló ellentámadás megindítását.”

### Tartalomjegyzék
Magyarország és az 1956 előtti nemzetközi helyzet – A "feltartóztatás" és a "felszabadítás" doktrínája, a politikai hadviselés (1947-1954) – Az Operation FOCUS első szakasza (1954-1955) – A beavatkozás kezdete – Hazánk belső helyzete – A külső ellenség támadása – A belső ellenség aktivizálódása – A FOCUS-hadművelet második szakasza (1956) – A dogmatikus pártvezetés csődje – A Nagy Imre-csoport pártellenzékké szerveződése – Az összehangolt támadás előkészületei – A robbanás előtti helyzet – Az ellenforradalom előestéje – A szocialista erők harca az ellenforradalmi lázadás és árulás ellen (1956. október 23.-november 4.) – A tüntetés előkészítése – A fegyveres felkelés első szakasza – A szocializmushoz hű erők helyzete és harca – Nagy Imre és a Szabad Európa Rádió a szovjet csapatok kivonulásáért – Az ellenforradalom második szakasza. A restauráció és "semlegesség"95Intézkedések a munkáshatalom likvidálására – A "semleges Magyarország" a valóságban – Az ellenforradalom fegyveres szétzúzása a szovjet csapatok segítségével – Az ellenforradalom leverésének belső körülményei – Az ellenforradalom fegyveres felszámolásának nemzetközi körülményei – A szocialista konszolidáció alapjai – Az új forradalmi központ megalakítása – Az internacionalista segítség és a belső erők szerepe – A dolgozó tömegekkel a szocialista konszolidációért, a megújulásért.

## Értékelése
Berecz a tudományos ismeretterjesztő stílusban írt könyvben végigvette a forradalom kronológiáját, folyamatosan vegyítve a valós eseményeket és valós idézeteket a kádári rendszer legitimációjának megfelelő magyarázatokkal. A kádári vezetés számára kellemetlen eseményeket, tényeket (pl. Parlament előtti mészárlás, vidéki sortüzek, felkelés tömegtámogatása) kihagyta vagy eltorzított hangsúllyal, hangulatkeltő retorikai eszközökkel negatív megvilágításba helyezve ábrázolta. Így például a felkelés két oldalán állók leírásakor a szovjet, kádári oldalon állókat mindig pozitív, a felkelés oldalán levőket mindig negatív jelzőkkel írta le. A szovjet beavatkozást kérőket „hazafinak”, „a becsületes embereknek”, míg az utcán harcolókat „bűnözőknek”, „reakciósoknak”, „ellenforradalmi bandáknak,” Nagy Imrét árulónak nevezi, és negatív jelzőkkel írta le: „...ekkor már semmiféle önkritikáról nem akart hallani, merev és fölényes volt.”, az Írószövetség közgyűlésén „...hívei uralták a szószéket, a hangulatot, ők szabták meg a tennivalókat. Szenvedéllyel ostorozták a "lassú huzavonát", nem ismertek fel mást, csak hibát és bajt... olyan fogalmakkal dobálóztak, amelyek nagy népszerűségnek örvendtek. A XX. kongresszus nevében esküdöztek a »teljes szabadságra«, a »haladás és igazság szolgálatára«, a »nép iránti hűségre« stb.”. A felkelés általános hangulatát ironikus hangsúllyal írja le:
Miközben százával láttak napvilágot a különböző „forradalmi" bizottságok „szabadságfelhívásai", az utcán a fehérterror volt az úr. Az egyszerű embereket változatlanul a forradalomról, a szabadságról, a demokráciáról szóló megindítóan szép cikkekkel, riportokkal, rádióadásokkal igyekeztek elkápráztatni. Könnyes szemmel olvashatták az emberek az újonnan létrejött repülőszövetség eltökéltségét, hogy tagjai „szabad hazában, szabad szárnyakon, szabad levegőben" akarnak szállni. Más bizottságok a „szabad sajtóra", a „szabad egyházra", a „demokratikus demokráciára", a „szabad szabadságra" esküdöztek.
A munkahelyeken megindult önszerveződő forradalmi munkástanácsok lényegi tevékenységének a kommunisták eltávolítását, a „tisztogató munka” megindítását mutatja be, érzelemkeltő retorikát alkalmazva: 
A „szabadság és a demokrácia nevében" elküldték azokat, akik nem szimpatizáltak a bizottságokba tömörült lógósokkal, hangoskodókkal, köpönyegforgatókkal, a levitézlett kizsákmányolókból lett „munkásokkal". Százával tiltották ki munkahelyükről a becsületes embereket, de akadtak úri helyek is, ahol „önkéntes kilépésre szólították fel őket". A fegyveres és fizikai terrort gyorsan kiegészítette a lelkiismereti és egzisztenciális megfélemlítés. Az ellenforradalmi vezetők legnagyobb erőfeszítése arra irányult, hogy kézbe vegyék a fegyveres erők irányítását és újjászervezését. A honvédségi alakulatoknál október 30-31-én katonatanácsok alakultak, amelyek túlnyomó többségükben a régi, reakciós beállítottságú tisztek vagy karrieristák, kaméleon módjára viselkedő elemek kezébe kerültek. Megindult a hadsereg züllesztése: letartóztatták a munkáshatalom védelmében kitűnt parancsnokokat, másokat azonnali hatállyal elbocsátottak.
A szerző másik módszere a valóságos, megtörtént, de egyedi eseteknek országos, általánosan jellemző, tömeges jelenségként való megfogalmazása, mint hogy „általánossá vált a funkcionáriusok elleni hajsza s a velük egyetértők megbélyegzése...”, „a helyi tanácsokat október 30-ig szinte mindenütt szétverték, tanácselnököket gyilkoltak meg”, „az utcán a fehérterror volt az úr” stb.

## Kiadásai
- Ellenforradalom tollal és fegyverrel 1956; Kossuth, Budapest, 1969
- Ellenforradalom tollal és fegyverrel. 1956; 2. bőv., jav. kiad.; Kossuth, Budapest, 1981
- Ellenforradalom tollal és fegyverrel, 1956; 3. bőv. kiad.; Kossuth, Budapest, 1986